# Франко-итальянское перемирие (1940)
Франко-итальянское перемирие (фр. Armistice du 24 juin 1940, итал. Armistizio di Villa Incisa), известное также как перемирие в Вилла Инчиза, названное по месту его подписания — договор между Францией и Италией, подписанный 24 июня 1940 года в Риме, фактически означавший капитуляцию Франции перед Королевством Италия.

## Предыстория
10 июня 1940 года с балкона римского дворца Палаццо Венеция фашистский диктатор Бенито Муссолини провозгласил итальянскому народу о вступлении страны в войну с Великобританией и Францией. Уже в ночь с 10 на 11 июня итальянская армия начала вторжение на юг Франции. Продвижение итальянской армии было тяжелым и кровопролитным: лучше вооруженная французская армия отчаянно сопротивлялась. Лишь капитуляция французского правительства перед Германией 22 июня позволила итальянцам выполнить поставленные задачи по вторжению, потеряв при этом более 630 солдат и офицеров, против 40 у французов.
Ещё 16 июня французской стороной через Ватикан в Рим было отправлено послание о возможности прекращения боевых действий, перемирии и условий перемирия. 18 июня Гитлер и Муссолини встретились в Мюнхене, и договорились, что прекращение военных действий может состояться только в том случае, если Франция согласует условия перемирия не только с Германией, но также с Италией.

## Условия перемирия и его подписание
23 июня 1940 года французская делегация прибыла на Виллу Инчиза расположенную в предместье Рима для переговоров об условиях перемирия между Италией и Франции и его дальнейшего подписания.
Условия перемирия, выдвинутые Италией, предусматривали:
- оккупацию 50 км зоны приграничной территории Франции, (подробнее см. ниже), с крупнейшим в регионе городом Ментона
- демилитаризацию франко-итальянской границы на глубину 50 км
- демилитаризацию Французского Сомали и возможность итальянской армии пользоваться портом Джибути и местной железной дорогой идущей в Аддис-Абебу[1], 7 французских подводных лодок в порту Джибути переходили в состав ВМФ Королевства Италии.

- присоединение к Италии французских департаментов Савойя, Верхние Альпы, Альпы Верхнего Прованса, Приморские Альпы
- занятие в данных департаментах следующих городов:
  - в Савойе: Сеез, Монвалезан, Сент-Фуа-Тарантез, в верхней части долины реки Изер: Бессан, Браман, Ланлевиллар, Ланлебур-Мон-Сени, Терминьон, Сольер-Сардьер, селение Ле-Мотте-Версуа — часть коммуны Бур-Сен-Морис на склонах Малого Сен-Бернара, коммуны Оссуа и Авриё (всего около 5301 житель);[2]
  - в департаменте Верхние Альпы: Монженевр, Ристола, поселение Ру из состава коммуны Абриес, коммуны Неваш и Сервиер (всего 370 жителей);
  - в департаменте Альпы Верхнего Прованса: селение Комбремон из состава коммуны Сен-Поль-сюр-Юбай и селение Роше-Меан из состава коммуны Ларш (32 жителя);
  - в департаменте Приморские Альпы: Ментона и Фонтан, селения Ла-Бланш и Доанс, оба из состава коммуны Сент-Этьен-де-Тине, некоторые дома в коммуне Изола. Кроме того, были частично оккупированы коммуны Кастеллар, Брей-сюр-Руайа, Саорж, Соспель, Ремпла, Вальдеблор, Сен-Мартен-Везюби, Рокбийер, Бельведер (всего 22 820 жителей, из которых 21 700 — в Ментоне)[3].

В общей сложности территория Франции, присоединённая к Италии по условиям данного перемирия, составила 832 км² с населением в 28 523 человека.
Подписание перемирия состоялось 24 июня в 19:15 минут по местному времени и вступало в силу с 0:00 минут следующего дня.

## Главные лица, подписавшие перемирие
Со стороны Королевства Италия: маршал Пьетро Бадольо
Со стороны Третьей Французской Республики: генерал Шарль Хюнтцигер